# Predrag Ostojić
Predrag Ostojić, cyr. Предраг Остојић (ur. 22 lutego 1938 w Kraljevie, zm. 5 lipca 1996 w Moguncji) – serbski szachista, arcymistrz od 1975 roku.

## Kariera szachowa
W roku 1963 w Budvie reprezentował Jugosławię na drużynowych mistrzostwach świata studentów, zdobywając złoty (za indywidualny wynik na VI szachownicy) oraz srebrny medal (wraz z drużyną). Wielokrotnie wystąpił w finałach indywidualnych mistrzostw kraju, dwukrotnie dzieląc I miejsca: w roku 1968 (w Čateškich Toplicach) wraz z Janezem Stupicą, a w 1971 (w Portorožu) – z Milanem Vukiciem.
Odniósł szereg sukcesów w międzynarodowych turniejach, m.in. w:
- Vršacu (1965, memoriał Borislava Kosticia, I m.),
- Beverwijk (1966, turniej B, dz. II m. wraz z Heikki Westerinenem i Hansem Ree, za Theodorem Ghițescu oraz 1967, turniej B, dz. II m. wraz z Nikoła Karaklajiciem, za Theo van Scheltingą),
- Wijk aan Zee (1968, turniej B, dz. I m. wraz ze Zbigniewem Dodą i Antonio Mediną Garcia),
- Imperii (1969, I m.),
- Biel (1970, I m.),
- San Juan (1971, I m.)
- Gloggnitz (1971, memoriał Carla Schlechtera, dz. II m. wraz Andreasem Dücksteinem, za Vlastimilem Hortem),
- Sztokholmie (1972/73, turniej Rilton Cup, dz. I m. wspólnie z Janem Timmanem),
- São Paulo (1973, I m.),
- Olot (1974, dz. II m. wraz z Miguelem Quinterosem, za Andrasem Adorjanem),
- Casablance (1974, dz. I m.),
- Vrnjackiej Banji (1975, dz. I m.),
- Cleveland (1975, II m.),
- Sandefjordzie (1975, I m.),
- Val Thorens (1977, I m.),
- Prisztinie (1977, dz. II m.),
- Bagneux (1978, dz. II m.),
- Liège (1981, dz. I m.).

Najwyższy ranking w karierze osiągnął 1 stycznia 1976 r., z wynikiem 2495 punktów dzielił wówczas 85-91. miejsce na światowej liście FIDE, jednocześnie zajmując 11. miejsce wśród jugosłowiańskich szachistów.

## Śmierć
W dniu 5 lipca 1996 roku popełnił samobójstwo.